# Me at the zoo
Pour le film documentaire, voir Me at the Zoo.
Me at the zoo (de l'anglais, littéralement « Moi au zoo ») est la première vidéo de YouTube, mise en ligne le 23 avril 2005 par le cofondateur du site Jawed Karim. De courte durée, elle le met en scène devant des éléphants lors d'une visite au zoo de San Diego.
Malgré son apparente insignifiance, et la médiocrité de sa réalisation, elle est souvent décrite comme ayant marqué un jalon dans l'histoire du rapport que le public entretient avec les médias, en montrant que YouTube, plateforme de vidéos alors nouvellement créée, permet au spectateur de devenir acteur du contenu, dans la lignée du web participatif.
Au 20e anniversaire de sa publication, en avril 2025, la vidéo avait recueilli plus de 355 millions de vues et 10 millions de commentaires sur YouTube.

## Description

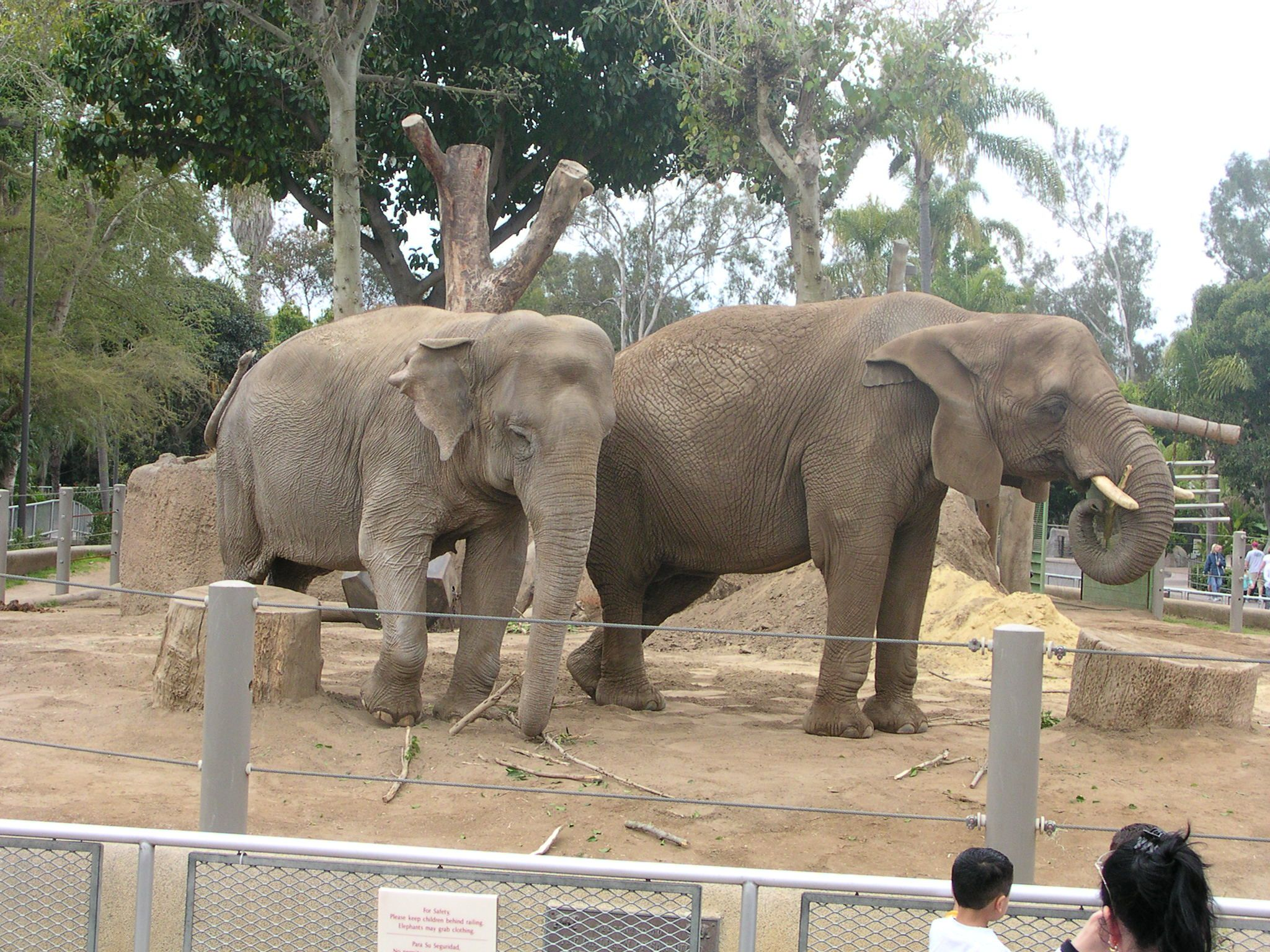
Enclos des éléphants au zoo de San Diego en 2006.

La vidéo dure 18 ou 19 secondes selon les sources. La caméra est fixe et la scène ne comporte qu'un seul plan.
La vidéo met en vedette Jawed Karim, face caméra, en plan rapproché. Il est en train de commenter la longueur de la trompe d'éléphants visibles à l'arrière-plan, à Elephant Mesa, leur ancien enclos du zoo de San Diego, (32° 44′ 12″ N, 117° 09′ 03″ O). Il porte un tee-shirt de couleur bleu roi et une veste ample en nylon.
S'exprimant nerveusement et semblant prendre la parole à l'improviste, il tient le discours suivant :
« All right, so here we are in front of the, er, elephants. Um, and the cool thing about these guys is that they have really, really, really long, um, trunks, and that's, that's cool. And that's pretty much all there is to say. »
« Très bien, alors nous voici devant les éléphants. Euh, et ce qui est cool avec ces gars, c'est qu'ils ont de très, très, très longues, euh, trompes, et ça, c'est cool. Et c'est à peu près tout ce qu'il y a à dire. »
Il s'interrompt brièvement à deux reprises pour se retourner en direction des éléphants, avant de regarder à nouveau la caméra.
L'image est au format 4/3 horizontal, en résolution 320 × 240 pixels à 15 images par seconde, ce qui correspond à l'état de l'art en 2005. Elle est granuleuse et légèrement tremblante.
Des cris d'enfants et le bêlement d'une chèvre sont audibles.

## Histoire

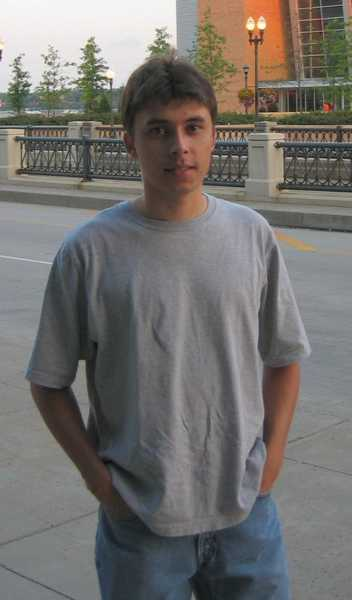
Jawed Karim en septembre 2004.

Quelques semaines après la création de YouTube en février 2005, Me at the zoo a été mise en ligne le 23 avril 2005. L'heure donnée par les sources est 20 h 27. C'est également l'heure indiquée par Jawad Karim dans la description de la vidéo entre 2007 et 2015. Néanmoins, les métadonnées de la vidéo indiquent plutôt 20 h 31 min 52 s PDT (24 avril 2005 à 3 h 31 min 52 s UTC).
Elle a été publiée par le compte « jawed » que Jawed Karim venait de créer.
Elle a été filmée par son ami de lycée Yakov Lapitsky. Celui-ci, qui était alors doctorant en génie chimique à l'université du Delaware, était en déplacement à San Diego pour présenter ses recherches à une conférence de l'American Chemical Society. Comme Jawed Karim vivait à l'époque à San Diego, ils ont décidé de se retrouver au zoo de cette ville. Alors qu'ils étaient devant l'enclos des éléphants, le cofondateur de YouTube a tendu à Lapitsky son appareil photo, un Canon PowerShot S400, pour qu'il le filme.
La deuxième vidéo de YouTube a été publiée le même jour, 25 minutes plus tard, et s'intitule My Snowboarding Skillz ; elle dure 11 secondes et montre une chute à snowboard sur une rampe,,.
Après avoir vendu YouTube à Google en 2006, Jawed Karim a utilisé l'espace de description de Me at the zoo, vidéo à forte visibilité, de manière humoristique, pour protester contre des décisions prises par YouTube (obligation d'avoir un compte Google+ pour commenter en 2013, suppression du compteur de « je n'aime pas » en 2021), pour donner de la visibilité à des créateurs, ou pour faire passer des messages (sensibilisation aux dangers des microplastiques en 2025). Au total, au 20e anniversaire de la vidéo en 2025, la description avait ainsi été modifiée près de 15 fois selon Le Monde.
| Date        |                   | Version originale | Traduction | Note |
| ----------- | ----------------- | --- | --- | --- |
| 8 déc. 2006 | [ a ]             | « The first video on YouTube. » | « La première vidéo sur YouTube. » | Plus ancienne version enregistrée par Internet Archive.                                                                                                   |
| 2007        | [ b ]             | « The first video on YouTube, uploaded at 8:27PM on Saturday April 23rd, 2005. The video was shot by Yakov Lapitsky. » | « La première vidéo sur YouTube, publiée à 20 h 27 le samedi 23 avril 2005. La vidéo a été filmée par Yakov Lapitsky. » | |
| mai 2013    | [ c ]             | « The first video on YouTube, uploaded at 8:27PM on Saturday April 23rd, 2005. The video was shot by Yakov Lapitsky.This video is published under the Creative Commons Attribution license: http://creativecommons.org/licenses/b... »                                                                                                 | « La première vidéo sur YouTube, publiée à 20 h 27 le samedi 23 avril 2005. La vidéo a été filmée par Yakov Lapitsky.Cette vidéo est publiée sous la licence Creative Commons : http://creativecommons.org/licenses/b... » | Lien vers la licence CC BY 3.0. |
| nov. 2013   | [ d ] [ e ] [ f ] | « I can't comment here anymore, since I don't want a google+ account.If you had a good product, you wouldn't have to trick people into using it, like this: http://i.imgur.com/fmsQk7W.gifThe first video on YouTube, uploaded at 8:27 P.M. on Saturday April 23rd, 2005. The video was shot by Yakov Lapitsky at the San Diego Zoo. » | « Je ne peux plus commenter ici, puisque je ne veux pas de compte google+.Si vous aviez un bon produit, vous n'auriez pas besoin de tromper les gens pour l'utiliser, comme ça : http://i.imgur.com/fmsQk7W.gifLa première vidéo sur YouTube, publiée à 20 h 27 le samedi 23 avril 2005. La vidéo a été filmée par Yakov Lapitsky. » | Protestation contre la nouvelle exigence introduite par YouTube, qui obligeait à utiliser un compte Google+ pour commenter.                               |
| avr. 2014   | [ g ]             | « The first video on YouTube, uploaded at 8:27 P.M. on Saturday April 23rd, 2005. The video was shot by Yakov Lapitsky. » | « La première vidéo sur YouTube, publiée à 20 h 27 le samedi 23 avril 2005. La vidéo a été filmée par Yakov Lapitsky. » | |
| janv. 2015  | [ h ]             | « The first video on YouTube. » | « La première vidéo sur YouTube. » | |
| avr. 2015   | [ i ]             | « The first video on YouTube. Maybe it's time to go back to the zoo? » | « La première vidéo sur YouTube. Peut-être qu'il est temps de retourner au zoo ? » | Pour le 10e anniversaire de la vidéo |
| oct. 2016   | [ j ]             | « The first video on YouTube. Maybe it's time to go back to the zoo? The name of the music playing in the background is Darude - Sandstorm. » | « La première vidéo sur YouTube. Peut-être qu'il est temps de retourner au zoo ? Le nom de la musique jouée en arrière-plan est Darude - Sandstorm. » | |
| sept. 2019  | [ k ]             | « The first video on YouTube. Maybe it's time to go back to the zoo?sub2sub kthxbai -- fast and loyal if not i get a subs back i will unsubs your cahnnel » | « La première vidéo sur YouTube. Peut-être qu'il est temps de retourner au zoo ?abo contre abo ok merci slt -- rapide et fidèle si j'ai un pas abos en retour je me désabos de ta chiane » | |
| nov. 2019   | [ l ]             | « The first video on YouTube. Maybe it's time to go back to the zoo?== Update video as soon as 10M subscriberz! == » | « La première vidéo sur YouTube. Peut-être qu'il est temps de retourner au zoo ?== Vidéo de mise à jour dès que 10 millions d'abonnéz ! == » | |
| juill. 2020 | [ m ]             | « The first video on YouTube. Maybe it's time to go back to the zoo?NEW VIDEO LIVE! https://www.youtube.com/watch?v=dQw4w...== Ok, new video as soon as 10M subscriberz! == » | « La première vidéo sur YouTube. Peut-être qu'il est temps de retourner au zoo ?NOUVELLE VIDÉO EN DIRECT ! https://www.youtube.com/watch?v=dQw4w...== Ok, nouvelle vidéo dès que 10 millions d'abonnéz ! == » | Rickroll |
| sept. 2020  | [ n ]             | « The first video on YouTube. Maybe it's time to go back to the zoo? » | « La première vidéo sur YouTube. Peut-être qu'il est temps de retourner au zoo ? » | |
| mars 2021   | [ o ]             | « The first video on YouTube. Coming soon: buy this video as an NFT. » | « La première vidéo sur YouTube. Bientôt disponible : achetez cette vidéo en NFT. » | |
| mars 2021   | [ p ]             | « The first video on YouTube. See Part 2 here: https://www.youtube.com/watch?v=dQw4w... » | « La première vidéo sur YouTube. Voir la partie 2 ici : https://www.youtube.com/watch?v=dQw4w... » | Rickroll |
| mars 2021   | [ q ]             | « The first video on YouTube. I'm currently working on Part 2. While you wait, click here: https://www.youtube.com/watch?v=xed4d... » | « La première vidéo sur YouTube. Je travaille actuellement sur la partie 2. Pendant que vous attendez, cliquez ici : https://www.youtube.com/watch?v=xed4d... » | Lien vers une reprise d'Opus Number One (en) de Tim Carleton, la musique d'attente par défaut des téléphones Cisco.                                       |
| avr. 2021   | [ r ]             | « The first video on YouTube. » | « La première vidéo sur YouTube. » | |
| avr. 2021   | [ s ]             | « The first video on YouTube. While you wait for Part 2, listen to this great song: https://www.youtube.com/watch?v=zj82_... » | « La première vidéo sur YouTube. Pendant que vous attendez la partie 2, écoutez cette superbe chanson : https://www.youtube.com/watch?v=zj82_... » | Lien vers une reprise de la bande originale de Donkey Kong Country                                                                                        |
| août 2021   | [ t ]             | « The first video on YouTube. » | « La première vidéo sur YouTube. » | |
| oct. 2021   | [ u ]             | « The first video on YouTube.While you wait for my next video, check this out: https://www.youtube.com/c/MentourPilo... » | « La première vidéo sur YouTube.Pendant que vous attendez ma prochaine vidéo, regardez ça : https://www.youtube.com/c/MentourPilo... » | Liens vers des chaînes d'aviation. |
| oct. 2021   | [ v ]             | « The first video on YouTube.Let's help this great channel hit their subscriber goals: https://www.youtube.com/c/FSAviation/... » | « La première vidéo sur YouTube.Aidons cette superbe chaîne à atteindre ses objectifs d'abonnements : https://www.youtube.com/c/FSAviation/... » | Liens vers des chaînes d'aviation. |
| oct. 2021   | [ w ]             | « The first video on YouTube.Shout-out to Kelsey, making awesome content over at @74 Gear » | « La première vidéo sur YouTube.Salut à Kelsey, qui crée un contenu génial sur @74 Gear » | Liens vers des chaînes d'aviation. |
| nov. 2021   | [ x ]             | « When every YouTuber agrees that removing dislikes is a stupid idea, it probably is. Try again, YouTube 🤦 » | « Lorsque tous les youtubeurs sont d'accord pour dire que retirer le compteur de « je n'aime pas » est une mauvaise idée, c'est que c'en est probablement une. Essayez à nouveau, YouTube 🤦 » | Protestation contre l'annonce par YouTube de la suppression du compteur de « je n'aime pas » sous les vidéos.                                             |
| nov. 2021   | [ y ]             | « Watching Matt Koval's announcement about the removal of dislikes, I thought something was off. [...] » | « En regardant l'annonce de Matt Koval concernant la suppression des « je n'aime pas », j'ai pensé que quelque chose n'allait pas. » | Protestation contre l'annonce par YouTube de la suppression du compteur de « je n'aime pas » sous les vidéos.                                             |
| fév. 2022   | [ z ]             | « Check out @speedtapefilms: aviation adventures by Steve Giordano, a man of many talents: pilot, jazz musician, traveler, narrator, videographer. » | « Découvrez @speedtapefilms : les aventures aériennes de Steve Giordano, un homme aux multiples talents : pilote, musicien de jazz, voyageur, narrateur, vidéaste. » | |
| mars 2022   | [ aa ]            | Description vide | Description vide | Description vide |
| mars 2023   | [ ab ]            | « Chapters: 00:00 Intro 00:05 The cool thing 00:17 EndInteresting.... • First Back Flip o... » | « Chapitres : 00:00 Intro 00:05 Le truc cool 00:17 FinIntéressant.... • First Back Flip o... » | Lien vers la première vidéo d'un back flip sur YouTube, publiée le 25 mai 2005.                                                                           |
| mai 2023    | [ ac ]            | « If the first video was at the SD Zoo, where will the second video be? At the HD Zoo.Chapters: »[chapitres]« Interesting.... • First Back Flip o... » | « Si la première vidéo était au SD Zoo, où sera la deuxième vidéo ? Au HD Zoo.Chapitres : »[chapitres]« Intéressant.... • First Back Flip o... » | Jeu de mots entre « SD » (comme San Diego mais aussi Standard Definition) et « HD » (comme High Definition).                                              |
| mai 2023    | [ ad ]            | « Chapters: »[chapitres]« https://goo.gl/maps/VQfCsV7hUsE2wBhK7 » | « Chapitres : »[chapitres]« https://goo.gl/maps/VQfCsV7hUsE2wBhK7 » | Lien goo.gl vers une vue Google Street View de l'endroit où Me at the zoo a été filmée.                                                                   |
| juin 2023   | [ ae ]            | « Chapters: »[chapitres] | « Chapitres : »[chapitres] | |
| déc. 2023   | [ af ]            | « Noob vs Pro vs Hacker at the zoo AKA I Spent/Survived 1 Day Trapped At The Zoo AKA $1 AI Elephant vs $1,000,000 AI Elephant AKA Last To Leave Zoo Wins! AKA Never Do This At The Zoo (WHAT HAPPENS NEXT WILL SHOCK YOU) »[chapitres]                                                                                                 | « Noob contre Pro contre Hacker au zoo ALIAS J'ai passé / survécu 1 jour piégé au zoo ALIAS Éléphant IA à 1 $ contre éléphant IA à 1 million $ ALIAS Le dernier qui quitte le zoo gagne ! ALIAS Ne faites jamais ça au zoo (CE QUI SE PASSE APRÈS VA VOUS CHOQUER) »[chapitres]                                                      | Parodies de titres pièges à clics de MrBeast ; la miniature de la vidéo a également été modifiée dans cet esprit.                                         |
| déc. 2023   | [ ag ]            | « You won't believe what happened at the zoo »[chapitres] | « Vous ne croirez pas ce qui s'est passé au zoo »[chapitres] | |
| déc. 2023   | [ ah ]            | [chapitres] | [chapitres] | |
| fév. 2025   | [ ai ]            | « Don't chew plastic, instead, use this: • 100% all natural mouth guard, micro p... »[chapitres] | « Ne mâchez pas du plastique, à la place, utilisez ceci : • Protège-dent 100 % naturel, les micro p... »[chapitres] | Sensibilisation aux dangers des microplastiques et nanoplastiques pour la santé publique, notamment en raison de son accumulation dans le cerveau humain. |
| fév. 2025   | [ aj ]            | « Microplastics are accumulating in human brains at an alarming rate • Microplastics are accumulating in hum...“Nanoplastics and Human Health” with Matthew J Campen, PhD, MSPH • “Nanoplastics and Human Health” with ... »[chapitres]                                                                                                | « Les microplastiques s'accumulent dans le cerveau humain à une vitesse alarmante • Microplastics are accumulating in hum...“Les nanoplastiques et la santé humaine” avec Matthew J Campen, PhD, MSPH • “Nanoplastics and Human Health” with ... »[chapitres]                                                                        | Sensibilisation aux dangers des microplastiques et nanoplastiques pour la santé publique, notamment en raison de son accumulation dans le cerveau humain. |

La vidéo a également eu pendant un temps deux annotations (fonctionnalité ayant existé sur YouTube entre 2008 et 2019) dont le texte était :
- « This clip had never been publicly shown before --- until, of course, it was publicly shown. »[30],[31],[32] (« Ce clip n'avait jamais été montré publiquement auparavant --- jusqu'à ce qu'il soit, bien sûr, montré publiquement. ») ;
- « can you hear the goat? MEEEEEEEEEEEH!! »[33],[34],[35] (« pouvez-vous entendre la chèvre ? BEEEEEEEEEEH !! »).

## Accueil
Le Los Angeles Times a expliqué en 2009 que « en tant que première vidéo téléchargée sur YouTube, elle a joué un rôle central en modifiant fondamentalement la façon dont les gens consommaient les médias et aidait à inaugurer l'ère dorée de la vidéo de 60 secondes ».
The Observer décrit sa qualité de production comme médiocre. Le journaliste Chris Stokel-Walker (en) la classe comme « la pire vidéo de tous les temps ». Digital Trends l'a qualifiée de vidéo « quelconque » et « ironique », qui a donné « le ton de ce qui allait venir » sur YouTube. Forbes note que même si la vidéo n'a peut-être pas un impact aussi durable que le « One small step for man » de Neil Armstrong lors de son premier pas sur la Lune en 1969, elle est sans doute meilleure que le premier enregistrement sonore par un phonographe en 1878 : son inventeur Thomas Edison récitant la comptine Mary Had a Little Lamb. 
Greg Jarboe décrit la représentation vidéo d'un « moment ordinaire » comme étant « extraordinaire » pour son époque, démontrant la vision du cofondateur de YouTube, Jawed Karim, de ce que deviendrait YouTube. Selon Jarboe, Me at the zoo a montré que YouTube ne consistait pas simplement à capturer des moments spéciaux en vidéo, mais plutôt à donner à ses utilisateurs les moyens de devenir les diffuseurs de demain. Cela a permis au site de devenir la communauté vidéo en ligne la plus populaire au monde. Aaron Duplantier a dit que la « quotidienneté » et « l'esthétique sèche » de la vidéo a donné le ton du type de contenu original amateur qui allait devenir typique sur YouTube, particulièrement chez les youtubers et les vloggers. En plus d'être la première vidéo YouTube, elle a été décrite comme le premier clip de vlog sur YouTube.
Business Insider l'a classée comme la vidéo YouTube la plus importante de tous les temps, déclarant qu'elle est « représentative de YouTube — elle n'a pas besoin d'être une production sophistiquée ; elle peut être accessible. La première vidéo YouTube est quelque chose que n'importe qui peut créer par lui-même. » Le New York Observer l'a également classée comme la vidéo la plus importante de l'histoire de YouTube, déclarant que « la chose est pratiquement un artéfact historique ». BuzzFeed News l'a classée parmi les 20 vidéos en ligne les plus importantes de tous les temps.
Michael Lawrence et Karen Lury, respectivement de l'université du Sussex et l'université de Glasgow, de même que l'artiste et chercheuse autrichienne Katharina Swoboda, rapprochent Me at the zoo de Lion (en), un film tourné au zoo de Londres pour les frères Lumière en 1896, dans les débuts du cinéma.
Le compte YouTube officiel du zoo de San Diego Zoo a laissé en 2020 un commentaire sur la vidéo, indiquant que son personnel se sentait honoré que le zoo soit ainsi mis en vedette par la première vidéo de YouTube ; Jawed Karim a épinglé ce commentaire (c'est-à-dire qu'il l'a fait apparaître en premier dans l'espace commentaires). En décembre 2022, c'est le deuxième commentaire ayant reçu le plus de « j'aime » de la plateforme, avec 2,6 millions, derrière le commentaire de Seth Everman (en) sur Bad Guy de Billie Eilish. En septembre 2024, il est passé en première position, avec 3,4 millions de « j'aime », puis 4,1 millions en avril 2025.
Plusieurs auteurs notent que le propos de la vidéo pourrait contenir un double sens entre la trompe des éléphants et leur pénis,,,,,.

## Postérité
En 2012, le film documentaire Me at the Zoo, qui raconte l'histoire de Chris Crocker, devenu célèbre après sa vidéo virale Leave Britney alone! en 2007, tire son titre de la vidéo de Jawed Karim,.
Pour le 20e anniversaire de la vidéo, YouTube ajoute un easter egg en remplaçant le point rouge de la barre de progression par un gâteau d'anniversaire rose sur quelques vidéos iconiques du site lorsqu'elles sont consultées le 23 avril 2023 : Me at the zoo elle-même, mais aussi Baby Shark et Despacito, les deux vidéos les plus visionnées sur YouTube à l'époque, ou encore la bande-annonce du jeu vidéo GTA VI, dont l'attente et le retard sont l'objet d'un mème.
Ce 20e anniversaire est aussi l'occasion pour des militants de la cause animale de publier, en référence à Me at the zoo, une vidéo intitulée Us still at the zoo, dans laquelle ils protestent contre la captivité des animaux dans les zoos.

## Allégations de vidéos antérieures
En août 2020, un youtubeur du nom de TheTekkitRealm publie une vidéo prétendant que des redditeurs ont découvert que la première vidéo de YouTube n'est pas Me at the zoo mais une série de vidéos intitulées com-test, contenant une mire composée de barres de couleur, publiées le 28 février 2005, plusieurs semaines avant Me at the zoo en avril. Il affirme qu'elles ont été supprimées depuis, mais sont encore accessibles avec Internet Archive. D'autres youtubeurs ont débunké ces allégations.
En janvier 2023, apparaît sur YouTube une vidéo de 48 secondes intitulée Welcome to YouTube!!! et datée du 6 avril 2005, soit deux semaines avant Me at the zoo. Néanmoins, plusieurs incohérences sont décelées, et un porte-parole de YouTube indique qu'un bug a permis à l'auteur de la vidéo de modifier sa date de publication ; peu après, la date réelle de publication est rétablie,,.